# SN 2001he
SN 2001he – supernowa typu Ia odkryta 18 kwietnia 2001 roku w galaktyce A154635+0811. W momencie odkrycia miała maksymalną jasność 23,00m.